# Ilisha melastoma
Ilisha melastoma es una especie de pez del género Ilisha, familia Pristigasteridae, orden Clupeiformes. Fue descrita científicamente por Bloch & Schneider en 1801.
Es una especie inofensiva para el ser humano y poco comercializada en pesquerías. Se alimenta de plancton.

## Descripción
La longitud estándar es de 22 centímetros.

## Distribución y hábitat
Se distribuye por el Indo-Pacífico: océano Índico (costa de Malabar hasta Calcuta), mar de Java (frente a Java), mar de Arafura, mar de China Meridional (Singapur, golfo de Tailandia) y mar de China Oriental (al norte de la isla de Taiwán). Habita en estuarios y zonas costeras donde puede alcanzar los 50 metros de profundidad.